# Megachile ordinaria
Megachile ordinaria är en biart som beskrevs av Smith 1853. Megachile ordinaria ingår i släktet tapetserarbin, och familjen buksamlarbin. Inga underarter finns listade i Catalogue of Life.